# Russula acetolens
Russula acetolens é um fungo que pertence ao gênero de cogumelos Russula na ordem Russulales.